# Аннии
А́ннии (лат. Annii) — древнеримский плебейский род. Мужская форма имени — Анний, женская форма — Анния.

## Известные представители
- Луций Анний Сеция (IV в. до н. э.), претор 340 года до н. э., основатель рода;
- Тит Анний (III в. до н. э.), генерал в 218 до н. э.;
- Тит Анний Луск (ум. после 169 до н. э.), легат в 172 году до н. э. и триумвир по выведению колоний в 169 году;
- Тит Анний Луск (ум. после 133 до н. э.), консул в 153 до н. э., построил так называемую Via Annia;
- Тит Анний Луск Руф (ум. после 128 до н. э.), консул 128 года до н. э.;
- Луций Анний (II в. до н. э.), народный трибун 110 до н. э.;
- Гай Анний (Луск; ум. после 80 до н. э.), сулланец, проконсул Ближней Испании в 81/80 году до н. э. В гражданскую войну направлен Суллой в Испанию, где воевал с легатом Сертория Луцием Салинатором;
- Квинт Анний Хилон (ум. после 63 до н. э.), приверженец Катилины[1][2];
- Тит Анний Милон Папиан (ум. 48 до н. э.), претор 54 до н. э., убийца Клодия;
- Тит Анний Цимбр (ум. после 43 до н. э.), претор Республики в 44 году до н. э.;
- Аппий Анний Галл, консул-суффект в 67 г.;
- Марк Анний — римский политический деятель, триумвир по выведению колоний в 218 году до н. э.
- Марк Анний Вер:[править]  -  Марк Анний Вер — сенатор, прадед императора Марка Аврелия
  -  Марк Анний Вер — консул-суффект 97 года, консул 121 и 126 годов, дед императора Марка Аврелия
  -  Марк Анний Вер (уи. 124) — претор, отец императора Марка Аврелия
  -  Марк Аврелий (при рождении: Марк Анний Вер; 121—180) — римский император (161—180)
  -  Марк Анний Вер Цезарь (162—169) — сын императора Марка Аврелия и императрицы Фаустины Младшей
- Марк Анний Геренний Поллион — консул-суффект 85 года.
- Марк Анний Либон:[править]  -  Марк Анний Либон — консул 128 года.
  -  Марк Анний Либон — консул-суффект 161 года.
- Марк Анний Мессала — консул-суффект 83 года.
- Марк Анний Флавий Либон — римский государственный деятель начала III века.
- Марк Анний Флориан — римский император (июнь—сентябрь 276 года).
- Юний Анний Басс — государственный деятель Римской империи середины IV века, консул 331 г.;
- Юний Басс по прозвищу Феотекний — государственный деятель Римской империи середины IV века, префект Рима в 359 году.